# Artoria pruinosa
Artoria pruinosa är en spindelart som först beskrevs av Ludwig Carl Christian Koch 1877.  Artoria pruinosa ingår i släktet Artoria och familjen vargspindlar.
Artens utbredningsområde är New South Wales. Inga underarter finns listade i Catalogue of Life.